# Byrrhinus nitidulus
Byrrhinus nitidulus är en skalbaggsart som beskrevs av Victor Ivanovitsch Motschulsky 1858. Byrrhinus nitidulus ingår i släktet Byrrhinus och familjen lerstrandbaggar. Inga underarter finns listade i Catalogue of Life.